# Eduardo Manet

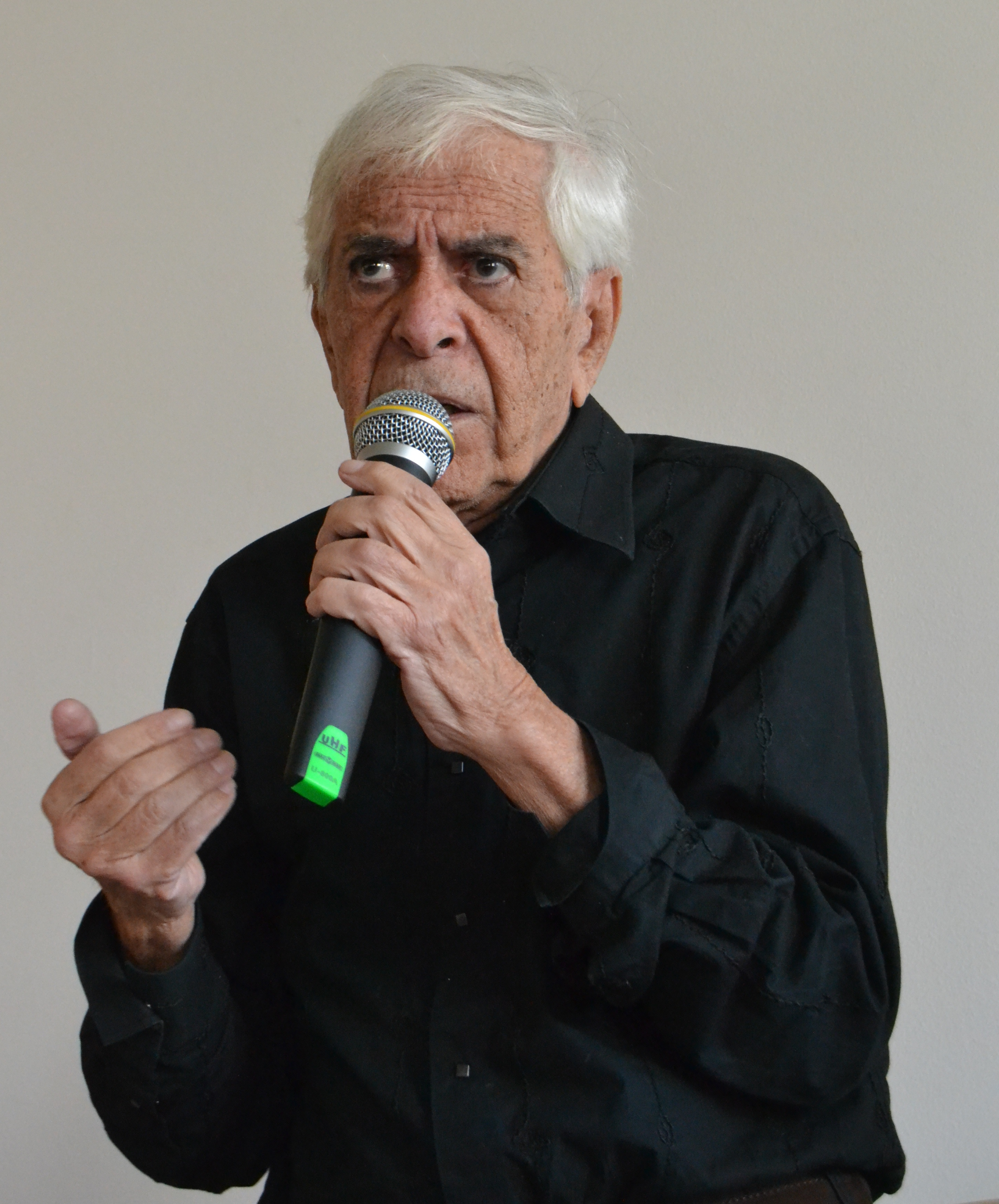
Eduardo Manet (2012)

Eduardo Manet (* 19. Juni 1930 in Santiago de Cuba, laut eigenen Angaben; 19. März 1927 in Havanna, gemäß offizieller Registrierung) ist ein französischsprachiger kubanischer Schriftsteller.

## Leben
Manet verfasste Ende der 1940er-Jahre Film-, Theater- und Musikkritiken und veröffentlichte 1947 seinen ersten Gedichtband. Als Student an der Universität von Havanna war er an verschiedenen Theatern aktiv, sein erstes eigenes Stück wurde 1948 aufgeführt.
1951 ging er nach Paris, wo er drei Jahre lang an der École Pédagogique Gesang, Tanz und Pantomime studierte. Daneben verfasste er für eine kubanische Zeitschrift Artikel über das französische Theater. Er übersiedelte dann nach Italien und absolvierte an der Universität Perugia ein Studium als Lehrer für italienische Sprache und Literatur. In dieser Zeit entstand die Novelle Spirale in französischer Sprache.
1956 kam er wieder nach Frankreich zurück und schloss sich der Theatertruppe um Jacques Lecoq an. Es entstanden Theaterstücke und eine weitere Novelle. 1960 kehrte er auf Einladung von Fidel und Raúl Castro, die er aus seiner Studentenzeit kannte, nach Kuba zurück.
Hier wurde er Generaldirektor des Conjunto Dramático Nacional am kubanischen Nationaltheater und machte zunächst das brechtsche Theaterkonzept, später das Konzept des „armen Theaters“ von Eugenio Barba und Jerzy Grotowski in Kuba bekannt.
Ab 1964 arbeitete er als Regisseur beim Instituto Cubano del Arte e Industria Cinematográficos (ICAIC) und gab dessen Magazin Cine Cubano heraus. Mit Un Cri sur le Rivage verfasste er die erste Novelle über die Kubanische Revolution.
Nach dem Prager Frühling verließ er Kuba und ließ sich in Paris nieder. Er gründete hier einen Workshop für Film und Theater und leitete von 1973 bis 1979 mit seiner Frau Véronique Petit die Improvisationsgruppe „Groupe d’Expression Libre“.
1979 wurde er französischer Staatsbürger. Er war in der intellektuellen Opposition gegen das Castro-Regime aktiv und wurde 1991 Gründungspräsident von „Cuba démocratique“. 1997 wurde er als Chevalier dans l’Ordre des Arts et des Lettres ausgezeichnet und wurde Ehrenmitglied der kanadischen Académie des Lettres du Québec.

## Werke

### Biografie
- Mes années Cuba. Grasset, Paris 2004, ISBN 2-246-62781-8 (Autobiographie)

### Romane
- Les Étrangers dans la ville. Julliard, Paris 1960
- Un cri sur le rivage. Julliard, Paris 1963
- La Mauresque. Gallimard, Paris 1982, ISBN 2-07-020804-4
- Zone interdite. Gallimard, Paris 1984, ISBN 2-07-070215-4
- L’île du lézard vert. Flammarion, Paris 1992, ISBN 2-02-020504-1 Prix Goncourt des lycéens 1992
- Habanera. Flammarion, Paris 1994, ISBN 2-08-066902-8
- Rhapsodie cubaine. Grasset, Paris 1996, ISBN 2-246-53361-9
- D’amour et d’exil. Grasset, Paris 1999, ISBN 2-246-55211-7
- La Sagesse du singe. Grasset, Paris 2001, ISBN 2-246-57421-8
- Maestro! Laffont, Paris 2002, ISBN 2-221-09202-3
- Ma vie de Jésus. Grasset, Paris 2005, ISBN 2-246-57431-5
- La Conquistadora. Laffont, Paris 2006, ISBN 2-221-09872-2
- Un Français au cœur dans l’ouragan cubain. Fayard, Paris 2006, ISBN 2-213-62797-5

### Dramen
- Les nonnes. Parabole en deux actes.
  - Übers. Ruth Henry, Harald Schmunk: Die Nonnen. S. Fischer-Theaterverlag, Frankfurt 1971
- Eux ou la prise du pouvoir. Gallimard, Paris 1971
- Le jour où Mary Shelley rencontra Charlotte Brontë. L’Avant-Scène, Paris 1971
- Holocaustum ou le borgne. Gallimard, Paris 1972
- L'autre Don Juan. Gallimard, Paris 1973
- Madras, la nuit où … Gallimard, Paris 1975
- Lady Strass. Pièce en trois volets. L’Avant-Scène, Paris 1977
- Un balcon sur les Andes, Mendoza en Argentine …, Ma'déa (zusammen mit Michèle Armand Barthélemy und Fatima Soualhia). Gallimard, Paris 1985, ISBN 2-07-070526-9
- Histoire de Maheu le boucher. Édition Papiers, Paris 1986, ISBN 2-86943-069-8
- Les chiennes. Théâtre ouvert, Paris 1987, ISBN 2-904742-16-6
- Monsieur Lovestar et son voisin de palier. Actes sud, Arles 1995, ISBN 2-7427-0380-2
- Viva Verdi. Actes sud, Arles 1998, ISBN 2-7427-0464-7